# Balkjole
Balkjole er en formel aftenkjole, typisk båret ved officielle begivenheder såsom baller, gallafester og operapremierer. Balkjolen er ofte karakteriseret ved en lang, gulvlang nederdel, luksuriøse materialer såsom silke, satin eller chiffon og detaljer som broderier, perler eller blonder. Balkjoler har historisk set været et symbol på status og mode i højere samfundslag.